# Thomas Archibald Sprague
Thomas Archibald Sprague (* 7. Oktober 1877 in Edinburgh; † 22. Oktober 1958 in Cheltenham, Gloucestershire) war ein englischer Botaniker. Sein offizielles botanisches Autorenkürzel lautet „Sprague“.

## Leben und Wirken
Er war eines der elf Kinder von Thomas Bond Sprague (1830–1920) und seiner Frau Margaret Vaughan (geborene Steains). Sein Vater war ein angesehener Versicherungsmathematiker. Thomas Archibald Sprague besuchte die Universität Edinburgh, wo er auch promoviert wurde. Zwischen 1898 und 1900 nahm er an der Expedition von Kapitän H. W. Dowding nach Venezuela und Kolumbien teil. Nach der Rückkehr fand er 1900 Anstellung als Botaniker an den Royal Botanic Gardens in Kew. 1913 besuchte er die Kanarischen Inseln.
Der Schwerpunkt seiner etwa 280 veröffentlichten Schriften lag auf dem Gebiet der botanischen Nomenklatur. Für das von Daniel Oliver begonnene Werk „Flora of Tropical Africa“ bearbeitete er „Bignoniaceae“ (in Band 4, Nr. 2) sowie „Hernandiaceae“ und „Loranthaceae“ (in Band 6 Nr. 1). Ab 1908 arbeitete er an der Erstellung des Index Kewensis mit und war maßgeblich an den zwischen 1913 und 1947 veröffentlichten Ergänzungsbänden 4 bis 10 beteiligt.

## Ehrungen
Die Pflanzengattung Spragueanella Balle aus der Familie der Riemenblumengewächse (Loranthaceae) ist nach ihm benannt worden. Dagegen ehrt die Pflanzengattung Spraguea Torr. den amerikanischen Botaniker und Pflanzenzeichner Isaac Sprague (1811–1895).

## Schriften (Auswahl)
- The herbal of Valerius Cordus ... In: Journal of the Linnean Society, London, Botany, Band 52, Seite 1–113, 1939
- Zus. mit Ernest Nelmes: The herbal of Leonhart Fuchs ... In: Journal of the Linnean Society, London, Botany, Band 48, Seite 545–642, 1931

## Einzelreferenzen
1. ↑  Sprague biography. Groups.dcs.st-and.ac.uk, abgerufen am 7. Juli 2010.
2. ↑  Index Kewensis chronology. auf der Homepage des International Plant Names Index (IPNI), abgerufen am 6. April 2016.
3. 1 2  Lotte Burkhardt: Verzeichnis eponymischer Pflanzennamen – Erweiterte Edition. Teil I und II. Botanic Garden and Botanical Museum Berlin, Freie Universität Berlin, Berlin 2018, ISBN 978-3-946292-26-5 doi:10.3372/epolist2018.

| Personendaten    | Personendaten               |
| ---------------- | --------------------------- |
| NAME             | Sprague, Thomas Archibald   |
| KURZBESCHREIBUNG | englischer Botaniker        |
| GEBURTSDATUM     | 7. Oktober 1877             |
| GEBURTSORT       | Edinburgh                   |
| STERBEDATUM      | 22. Oktober 1958            |
| STERBEORT        | Cheltenham, Gloucestershire |